# Demokratyczna Partia Chłopska Niemiec

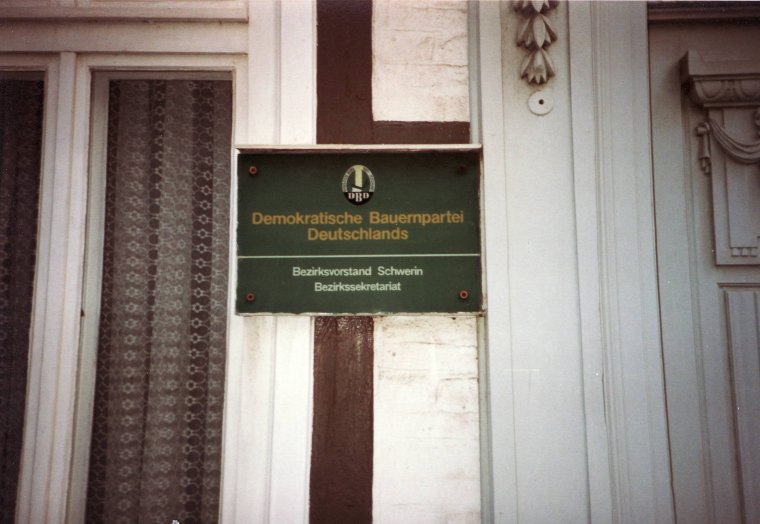
Budynek Zarządu Okręgowego w Schwerinie w 1990

Demokratyczna Partia Chłopska Niemiec (niem. Die Demokratische Bauernpartei Deutschlands, DBD) – ugrupowanie istniejące we NRD w latach 1948–1990 jako część Bloku Demokratycznego i Frontu Narodowego, adresujące swój program do ludności rolniczej.

## Historia
29 kwietnia 1948 odbył się w Schwerinie zjazd założycielski nowego ugrupowania, na którego istnienie wydała wcześniej zgodę komendantura sowiecka (SMAD). Rolę twórcy nowej partii, mającej za zadanie osłabić wpływy CDU i LDPD w rejonach rolniczych, wyznaczono działaczowi SED Ernstowi Goldenbaumowi, który do 1982 pełnił funkcję jej prezesa.
W teorii partia miała bronić interesów drobnego i średniego rolnictwa, w praktyce popierała kolektywizację wsi i tworzenie spółdzielni. W 1951 do DPD należało 85 tys. osób (w 1984: 108 tys.). Partia wydawała dziennik „Bauernecho”.
Po przemianach demokratycznych z przełomu 1989 i 1990 ugrupowanie próbowało zmienić profil na „rolniczo-ekologiczny”; w pierwszych wolnych wyborach do Izby Ludowej uzyskało 2,2% głosów, co przełożyło się na 9 miejsc w parlamencie. W czerwcu 1990 partia zadecydowała o włączeniu się w struktury CDU-Ost, a wraz z nią jej działacze znaleźli się w szeregach ogólnoniemieckiej Unii Chrześcijańsko-Demokratycznej. Ostatni prezes DBD Ulrich Junghanns został m.in. przewodniczącym CDU w Brandenburgii.

## Przewodniczący
- Ernst Goldenbaum 1948–1982
- Ernst Mecklenburg 1982–1987
- Günther Maleuda 1987–1990
- Ulrich Junghanns 1990